# 鳥取県の市町村旗一覧
鳥取県の市町村旗一覧（とっとりけんのしちょうそんきいちらん）は、鳥取県内の市町村に制定されている、あるいは制定されていた市町村旗の一覧である。なお、一覧の順序は全国地方公共団体コード順による。廃止された市町村旗は廃止日から順に掲載している。

## 市部
| 市     | 市旗 | 制定有無 | 制定日        | 旗の色                                         | 備考                                                                                        |
| ------ | ---- | -------- | ------------- | ---------------------------------------------- | ------------------------------------------------------------------------------------------- |
| 鳥取市 |      | あり     | 1984年7月20日 | 地色は青緑色であり、紋章は白色が指定されている |                                                                                             |
| 米子市 |      | あり     | 2005年12月1日 | 地色は白色であり、紋章は赤色が指定されている   | 旧米子町制時の1900年5月10日に制定されたものを市制施行時に継承し、新市制施行後にも継承される |
| 倉吉市 |      | なし     | なし          | 地色は白色であり、紋章は赤色が指定されている   |                                                                                             |
| 境港市 |      | なし     | なし          | 地色は白色であり、紋章は青色が指定されている   |                                                                                             |

## 町村部
| 郡     | 町村     | 町村旗 | 制定有無 | 制定日         | 旗の色                                           | 備考              |
| ------ | -------- | ------ | -------- | -------------- | ------------------------------------------------ | ----------------- |
| 岩美郡 | 岩美町   |        | なし     | なし           | 地色は白色であり、紋章は赤色が指定されている     |                   |
| 八頭郡 | 若桜町   |        | なし     | なし           | 地色は臙脂色であり、紋章は白色が指定されている   |                   |
| 八頭郡 | 智頭町   |        | なし     | なし           | 地色は臙脂色であり、紋章は緑色が指定されている   |                   |
| 八頭郡 | 八頭町   |        | あり     | 2005年11月21日 | 地色は青色であり、紋章は白色が指定されている     |                   |
| 東伯郡 | 三朝町   |        | なし     | なし           | 地色は紺色であり、紋章は白色が指定されている     |                   |
| 東伯郡 | 湯梨浜町 |        | なし     | なし           | 地色は白色であり、紋章は指定色が指定されている   |                   |
| 東伯郡 | 琴浦町   |        | なし     | なし           | 地色は白色であり、紋章は指定色が指定されている   |                   |
| 東伯郡 | 北栄町   |        | なし     | なし           | 地色は白色であり、紋章は指定色が指定されている   |                   |
| 西伯郡 | 日吉津村 |        | なし     | なし           | 地色は緑色であり、紋章は白色が指定されている     |                   |
| 西伯郡 | 大山町   |        | なし     | なし           | 地色は白色であり、紋章は指定色が指定されている   | 2代目の町旗である |
| 西伯郡 | 南部町   |        | なし     | なし           | 地色は白色であり、紋章は指定色が指定されている   |                   |
| 西伯郡 | 伯耆町   |        | なし     | なし           | 地色は白色であり、紋章は指定色が指定されている   |                   |
| 日野郡 | 日南町   |        | なし     | なし           | 地色は緑色であり、紋章は白色が指定されている     |                   |
| 日野郡 | 日野町   |        | なし     | なし           | 地色は白色であり、紋章は赤色が指定されている     |                   |
| 日野郡 | 江府町   |        | あり     | 1985年6月1日   | 地色は古代紫色であり、紋章は白色が指定されている |                   |

## 廃止された市町村旗
| 市郡   | 町村   | 市町村旗 | 制定有無 | 制定日       | 廃止日        | 旗の色                                                                  | 備考                                                                   |
| ------ | ------ | -------- | -------- | ------------ | ------------- | ----------------------------------------------------------------------- | ---------------------------------------------------------------------- |
| 東伯郡 | 赤碕町 |          | なし     | なし         | 2004年9月1日  | 地色は白色であり、紋章は赤色と青色が指定されている                      |                                                                        |
| 東伯郡 | 東伯町 |          | なし     | なし         | 2004年9月1日  | -                                                                       |                                                                        |
| 西伯郡 | 西伯町 |          | なし     | なし         | 2004年10月1日 | -                                                                       |                                                                        |
| 西伯郡 | 会見町 |          | なし     | なし         | 2004年10月1日 | -                                                                       |                                                                        |
| 東伯郡 | 東郷町 |          | なし     | なし         | 2004年10月1日 | 地色は青色であり、紋章は白色が指定されている                            |                                                                        |
| 東伯郡 | 羽合町 |          | なし     | なし         | 2004年10月1日 | 地色は緑色であり、紋章は橙色が指定されている                            |                                                                        |
| 東伯郡 | 泊村   |          | なし     | なし         | 2004年10月1日 | 地色は藍色であり、紋章は白色が指定されている                            | 紋章の上部分と下部分は双方とも手前側に太い線・奥に細い線が配されている |
| 岩美郡 | 国府町 |          | あり     | 1966年4月1日 | 2004年11月1日 | 指定されていない 慣例として地色は藍色であり、紋章は白色が指定されている |                                                                        |
| 岩美郡 | 福部村 |          | なし     | なし         | 2004年11月1日 | 地色は藍色であり、紋章は白色が指定されている                            |                                                                        |
| 八頭郡 | 河原町 |          | なし     | なし         | 2004年11月1日 | 地色は臙脂色であり、紋章は白色が指定されている                          |                                                                        |
| 八頭郡 | 用瀬町 |          | なし     | なし         | 2004年11月1日 | 地色は水色であり、紋章は白色が指定されている                            |                                                                        |
| 八頭郡 | 佐治村 |          | なし     | なし         | 2004年11月1日 | 地色は緑色であり、紋章は白色が指定されている                            |                                                                        |
| 気高郡 | 青谷町 |          | なし     | なし         | 2004年11月1日 | 地色は藍色であり、紋章は白色が指定されている                            |                                                                        |
| 気高郡 | 気高町 |          | なし     | なし         | 2004年11月1日 | 地色は藍色であり、紋章は白色が指定されている                            |                                                                        |
| 気高郡 | 鹿野町 |          | なし     | なし         | 2004年11月1日 | 地色は白色であり、紋章は緑色が指定されている                            |                                                                        |
| 西伯郡 | 岸本町 |          | なし     | なし         | 2005年1月1日  | 地色は藍色であり、紋章は白色が指定されている                            |                                                                        |
| 日野郡 | 溝口町 |          | なし     | なし         | 2005年1月1日  | 地色は白色であり、紋章は赤色が指定されている                            |                                                                        |
| 東伯郡 | 関金町 |          | なし     | なし         | 2005年3月22日 | 地色は藍色であり、紋章は黒色・縁は白色が指定されている                  |                                                                        |
| 西伯郡 | 大山町 |          | なし     | なし         | 2005年3月28日 | 地色は白色であり、紋章は赤色が指定されている                            | 初代の町旗である                                                       |
| 西伯郡 | 中山町 |          | なし     | なし         | 2005年3月28日 | 地色は白色であり、紋章は緑色が指定されている                            |                                                                        |
| 西伯郡 | 名和町 |          | なし     | なし         | 2005年3月28日 | 地色は水色であり、紋章は白色が指定されている                            |                                                                        |
| 西伯郡 | 淀江町 |          | なし     | なし         | 2005年3月31日 | 地色は緑色であり、紋章は白色が指定されている                            |                                                                        |
| 八頭郡 | 郡家町 |          | あり     | 1992年9月1日 | 2005年10月1日 | 地色はワインレッド色であり、紋章は白色が指定されている                  |                                                                        |
| 八頭郡 | 八東町 |          | なし     | なし         | 2005年10月1日 | 地色は緑色であり、紋章は白色が指定されている                            |                                                                        |
| 八頭郡 | 船岡町 |          | なし     | なし         | 2005年10月1日 | 地色は藍色であり、紋章は白色が指定されている                            |                                                                        |
| 東伯郡 | 大栄町 |          | なし     | なし         | 2005年10月1日 | 地色は緑色であり、紋章は白色が指定されている                            |                                                                        |
| 東伯郡 | 北条町 |          | なし     | なし         | 2005年10月1日 | 地色は臙脂色であり、紋章は白色が指定されている                          |                                                                        |

### 書籍
- 中川幸也『シリーズ人間とシンボル第2号「都市の旗と紋章」』中川ケミカル、1987年10月11日。
- NHK情報ネットワーク『NHKふるさとデータブック7 [中国]』日本放送協会、1992年5月1日。

### 自治体書籍
- 国府町役場『国府町例規集』鳥取県岩美郡国府町。
- 郡家町役場『郡家町例規集』鳥取県八頭郡郡家町。